# Song for Marion

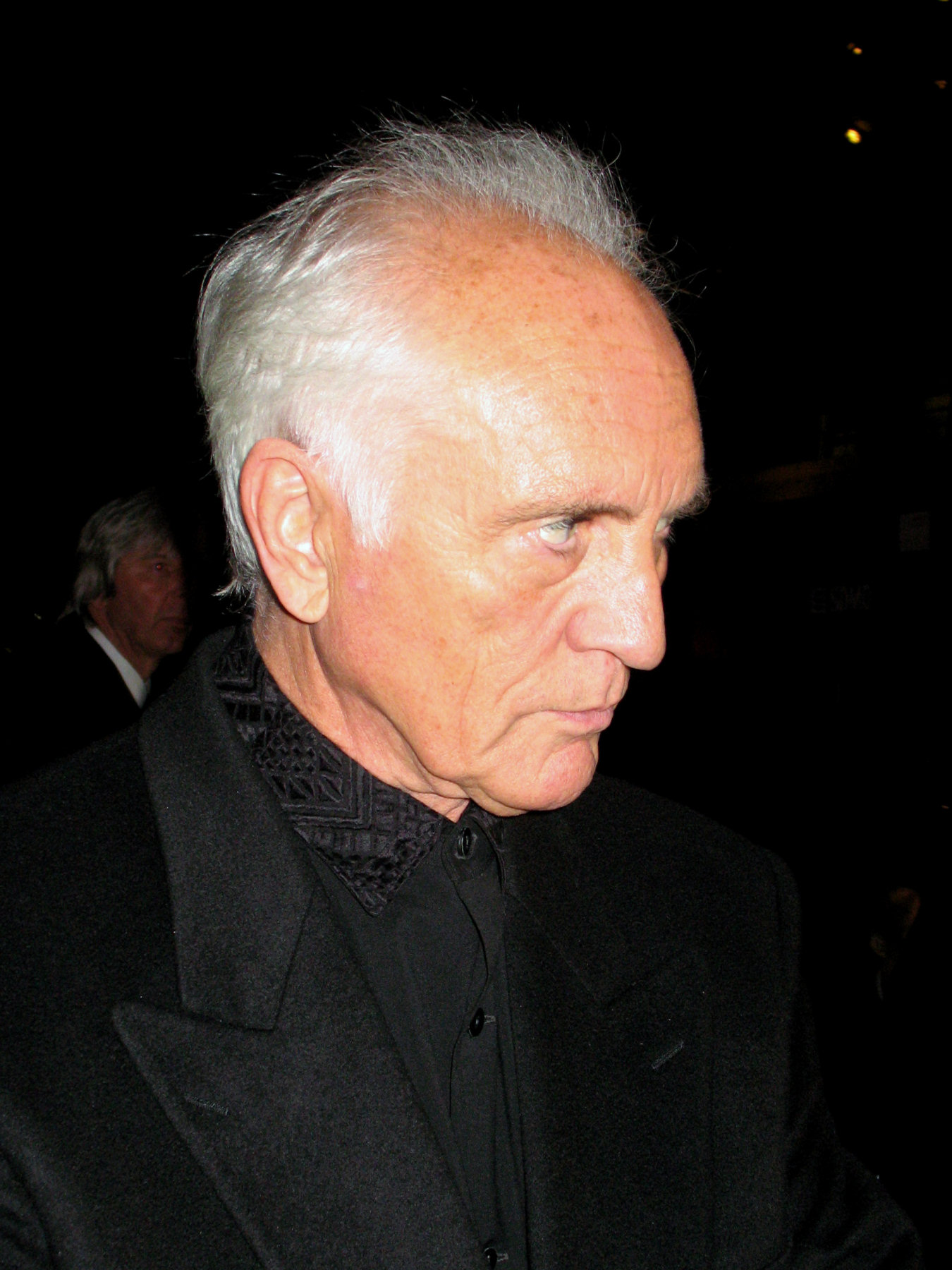
Terence Stamp spielt in der Hauptrolle Arthur (Foto von 2009)

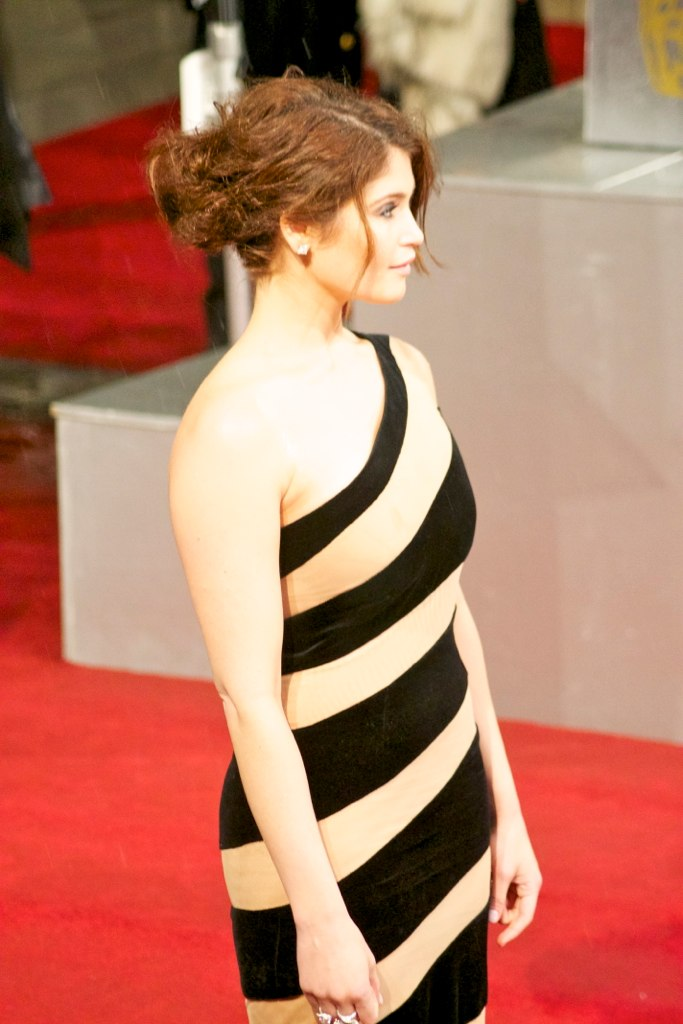
Gemma Arterton spielt Chorleiterin Elizabeth (Foto von 2013)

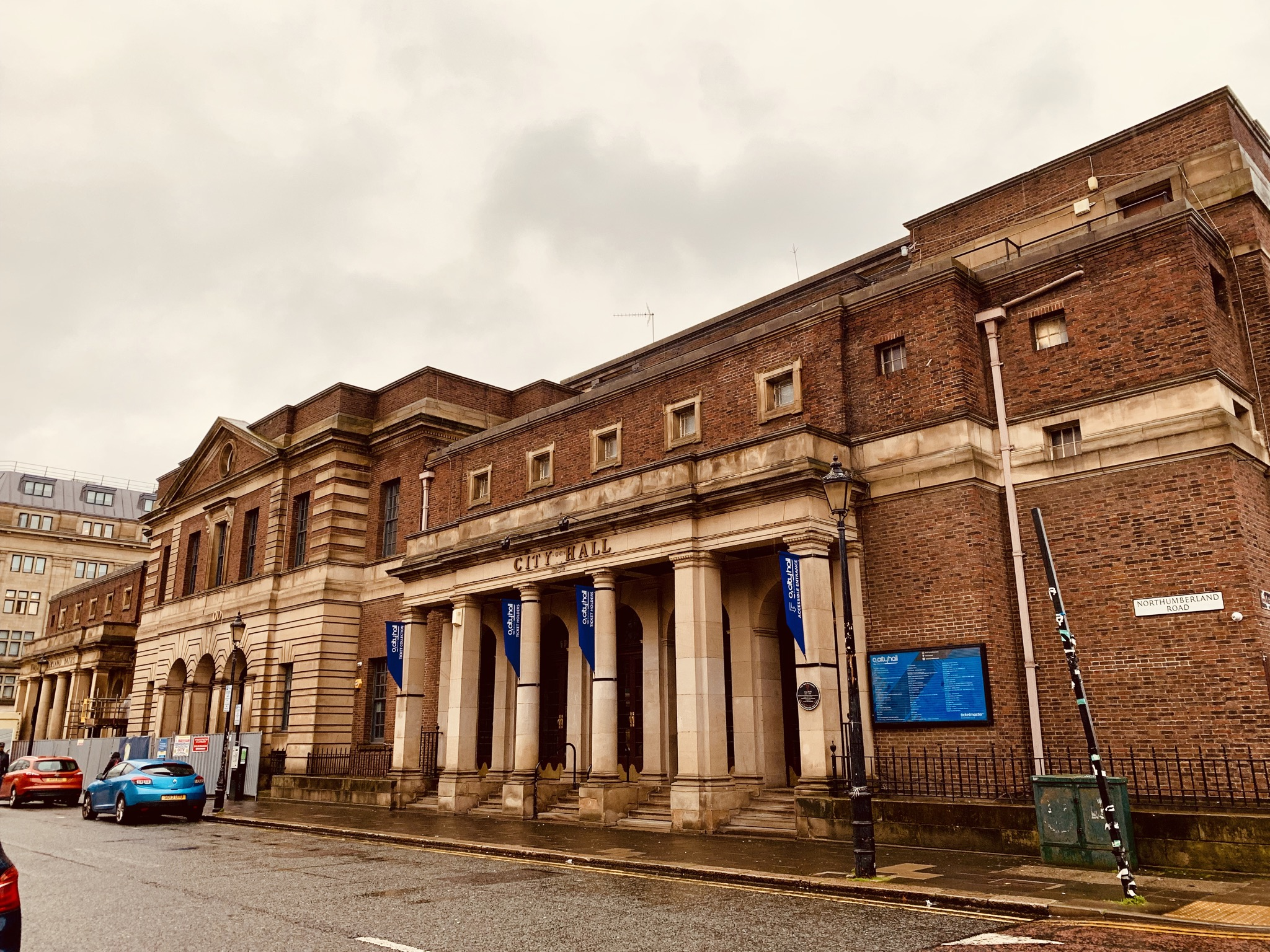
Der Großteil des Films wurde an Orten im Norden Englands gedreht (Drehort: Newcastle City Hall als Veranstaltungsort des finalen Wettbewerbs)

Song for Marion ist eine britische Tragikomödie von Paul Andrew Williams aus dem Jahr 2012, in der die Geschichte einer im Chor singenden todkranken Seniorin und ihres mürrischen Ehemanns erzählt wird. Der Film hatte seine Premiere am 15. September 2012 auf dem Toronto International Film Festival, in Europa wurde er am 19. Oktober 2012 auf dem London Film Festival erstmals aufgeführt. In die Kinos kam der Film dann im Frühjahr 2013.

## Handlung
Marion ist in ihrem Wohnort bei vielen Menschen beliebt und singt für ihr Leben gern mit anderen Senioren im Gemeindechor. Dieser wird von der jungen Musiklehrerin Elizabeth geleitet wird, die dem rüstigen Chor moderne Lieder beibringt. Marions Ehemann Arthur ist ein mürrischer Zeitgenosse, der sich eher von den anderen abkapselt und auch für die Singerei seiner Frau nicht viel übrig hat. Von ihrem Sohn James hat er sich entfremdet, Marion versucht wiederholt, die beiden zu versöhnen. Als bei Marion der Krebs wieder ausbricht und Marion nur noch ein paar Monate zu leben haben wird, ist der Chor weiterhin ein großer Halt für sie. Sie möchte mit diesem unbedingt noch bei einem landesweiten Chorwettbewerb teilnehmen. Bei dem Vorentscheid können die Senioren den Preisrichter mit ihren Rock- und Popsongs überzeugen, insbesondere auch mit Marions Darbietung von Cyndi Laupers True Colors. Dieser Song ist auf Arthur zugeschnitten, dessen wahres Wesen nur Marion wirklich kennt.
Kurz darauf stirbt Marion, was für Arthur ein schwerer Verlust ist. Er muss jetzt allein zurechtkommen, möchte seinen Sohn nicht mehr sehen, in der Hoffnung, es wird leichter für beide, mit dem Verlust umzugehen. Elizabeth nimmt Kontakt zu dem einsamen Arthur auf, sie unterhalten sich über den Chor, über Marion und über zwischenmenschliche Beziehungen. Arthur macht sich jetzt selber ein Bild von dem Chor und schließt sich diesem sogar an, auch um Marions Platz einzunehmen und an dem Wettbewerb teilzunehmen. Er versucht jetzt auch von sich aus, auf James zuzugehen und sich zu versöhnen. Als dies in einem Streit endet, verlässt Arthur den Chor.
Der Chor muss nun ohne Arthur zu dem Wettbewerb fahren und das Finale bestreiten. Arthur kommt zur Überraschung aller noch zu ihnen und sagt, dass er dies jetzt durchziehe. Kurz vor dem Auftritt wird dem Chor mitgeteilt, sie dürften aufgrund ihrer zu trivialen Darbietungen nicht auftreten. Doch Arthur lässt sich nicht aufhalten, er steigt wieder aus dem Bus und geht mit den anderen auf die Bühne. Sie treten auf und Arthur singt schließlich Billy Joels Lullabye (Goodnight, My Angel). Sie erreichen dadurch den dritten Platz, was die Senioren sehr glücklich macht. James hat seinem Vater beim Auftritt zugeschaut, auf der gemeinsamen Heimfahrt kommt es zu einer Aussprache und Versöhnung.

## Produktion
Der Film spielt in London, wurde aber größtenteils nicht dort gedreht. Die Dreharbeiten fanden im Juli und August 2011 innerhalb von sechs Wochen in der County Durham, Newcastle upon Tyne (z. B. Newcastle City Hall) und London statt.
In Deutschland kam der Film am 14. März 2013 in die Kinos.

## Soundtrack
Für den Soundtrack wurden die folgenden Songs verwendet, wobei die meisten durch den Chor oder als Sologesang von Terence Stamp und Vanessa Redgrave dargeboten werden: 
- Charlie Rich (The Most Beautiful Girl)
- Gnarls Barkley (Crazy)
- Martha & the Vandellas (Nowhere to Run)
- These Reigning Days (Opera of Love)
- Stevie Wonder (You Are the Sunshine of My Life)
- Charlie Rich (All These Years)
- The Perishers (Cabbage)
- Salt ’n’ Pepa (Let's Talk about Sex)
- Motörhead (Ace of Spades)
- Cyndi Lauper (True Colours)
- Chaka Khan (Ain't Nobody)
- Etta James (Something's Got A Hold on Me)
- Dean Martin (How Do You Speak to An Angel)
- Charlie Rich (Mohair Sam)
- The Perishers (Cabbage)
- The B-52s (Love Shack)
- Billy Joel (Lullaby (Goodnight My Angel))
- Céline Dion (Unfinished Songs)

## Synchronisation
| Rolle     | Schauspieler          | Deutsche Stimme   |
| --------- | --------------------- | ----------------- |
| Arthur    | Terence Stamp         | Rüdiger Evers     |
| Marion    | Vanessa Redgrave      | Judy Winter       |
| Elizabeth | Gemma Arterton        | Maria Koschny     |
| James     | Christopher Eccleston | Rainer Fritzsche  |
| Ärztin    | Calita Rainford       | Claudia Gáldy     |
| Bill      | Bill Thomas           | Uwe Jellinek      |
| Brenda    | Anne Reid             | Margot Rothweiler |
| Charlie   | Ram John Holder       | Georg Tryphon     |
| Cheryl    | Elizabeth Counsell    | Liane Rudolph     |
| Jennifer  | Oria Hill             | Keren Hochberg    |

## Rezeption

### Kritiken
Das Lexikon des internationalen Films bewertet den Film negativ und kommt zu folgendem Fazit: „Schwach inszenierte dramatische Komödie, die sich auf den Spuren von „Young@Heart“ an der Gleichung „Senioren plus Rock-Songs“ versucht und „groovige“ Unterhaltung transportieren will. Außer groben Klischees und einer rastlosen Dramaturgie hat der Film aber kaum etwas zu bieten.“
Die Redaktion der Cinema kommt in ihrer Bewertung hingegen auf insgesamt 3,5 von 5 möglichen Punkten und beurteilt den Film als gut. Zwar würde das Vorgehen nach Schema F und ein Entlangtänzeln am Kitsch bemängelt, sodass eine gewisse Originalität fehle. Weil aber „Altbekanntes […] mit so wunderbar kauzigem britischen Humor, fein gezeichneten Figuren und großartig aufgelegten Schauspielern umgesetzt und dabei großes Gefühlskino mit Würde zelebriert wird“ fiele dies kaum ins Gewicht.

### Einspielergebnis
Der Film spielte weltweit ungefähr 9,2 Millionen US-Dollar ein.